# Narcissus jacquemoudii
Narcissus jacquemoudii es una especie de planta bulbosa perteneciente a la familia de las amarilidáceas. Es originaria de  España.

## Descripción
Es una planta bulbosa con grandes coronas cónicas. Al igual que en Narcissus bulbocodium var. graellsii Tiene hojas simples que son basales y sus hojas son lineares y enteras.

## Taxonomía
Narcissus jacquemoudii fue descrita por el botánico español, Francisco J. Fernández Casas y publicado en Plant Systematics and Evolution 275: 130. 2008.
Etimología
Narcissus nombre genérico que hace referencia del joven narcisista de la mitología griega Νάρκισσος (Narkissos) hijo del dios río Cephissus y de la ninfa Leiriope; que se distinguía por su belleza. 
El nombre deriva de la palabra griega: ναρκὰο, narkào (= narcótico) y se refiere al olor penetrante y embriagante de las flores de algunas especies (algunos sostienen que la palabra deriva de la palabra persa نرگس y que se pronuncia Nargis, que indica que esta planta es embriagadora). 
jacquemoudii: epíteto
Sinonimia
- Narcissus romieuxii subsp. jacquemoudii (Fern.Casas) Zonn.[4]